# Callomyia clara
Callomyia clara är en tvåvingeart som beskrevs av Kessel 1949. Callomyia clara ingår i släktet Callomyia och familjen svampflugor. Inga underarter finns listade i Catalogue of Life.